# Bakrc
Bakrc je naselje v Občini Ivančna Gorica.